# Bichena
Bichena – miasto w Etiopii, w regionie Amhara.